# Isabel Burdiel
Isabel Maura Burdiel Bueno (Badajoz, 1958) es una historiadora española, catedrática de la Universidad de Valencia. Está especializada en el siglo xix y se ha interesado también por las relaciones entre historia y literatura y por la biografía. En 2011 recibió el Premio Nacional de Historia por una biografía de Isabel II de España, convirtiéndose en la segunda mujer, tras Carmen Iglesias, en recibir este premio.

## Trayectoria
Es catedrática de Historia Contemporánea de la Universidad de Valencia y especialista en historia política y cultural del liberalismo europeo del siglo xix. Tiene formación anglosajona -amplió estudios en Inglaterra y en Estados Unidos-. Además, desde el 1 de septiembre de 2021 forma parte como vocal del Real Patronato de la Biblioteca Nacional de España.[cita requerida]

## Obra
Ha dedicado una parte importante de su obra a la historiografía de las mujeres y la investigación sobre la construcción de identidad. Entre sus primeras publicaciones se encuentran textos como La política de los notables (1987), las ediciones críticas de la Vindicación de los derechos de la mujer de Mary Wollstonecraft (1994) y el Frankenstein de Mary Shelley (1996), con estudio introductorio, o el ensayo La dama de blanco.
En el año 2000 coordinó la publicación de Liberales, agitadores y conspiradores (Espasa-Calpe, 2000) junto a Manuel Pérez Ledesma, una obra colectiva con diversas biografías de personajes del siglo xix español, además de codirigir casi una década después la obra Liberales eminentes (2008).
Dedicó diez años al estudio de Isabel II de España y publicó Isabel II. Una biografía (1830-1904) (Taurus, 2010) por la que obtuvo el Premio Nacional de Historia 2011. Había publicado un avance de esta obra bajo el título Isabel II. No se puede reinar inocentemente (Espasa-Calpe, 2004). La investigación fue realizada a partir de archivos privados y documentos diplomáticos desclasificados. Burdiel logró así reconstruir la vida de una reina sobre la cual a menudo había pesado una imagen caricaturesca y carente de base documental. Por otro lado, además de dilucidar su ajetreada vida personal o su "desgraciada existencia", en su biografía aporta novedades sustanciales a la perspectiva sobre la consolidación de la monarquía constitucional y del régimen político liberal. También estuvo al cargo de una edición del álbum de láminas satíricas Los borbones en pelota.
En 2015 publicó —junto a Roy Foster— La historia biográfica en Europa. Nuevas perspectivas, año en que trabajaba también en una biografía de Emilia Pardo Bazán. Isabel Burdiel es comisaria de la exposición que la Biblioteca Nacional de España le dedicará a la escritora gallega en 2021 con motivo del centenario de su muerte.

## Premios
- 2011 Premio Nacional de Historia por una biografía de Isabel II[2]
- 2019 Premio Juan José Carreras Ares de la Asociación de Historia Contemporánea (AHC) de España al mejor libro de autoría individual por su biografía de Emilia Pardo Bazán[14]
- 2020 Premio de la Crítica Literaria Valenciana 2020 en la modalidad de Ensayo y Crítica, por la biografía de Emilia Pardo Bazán (Taurus, Penguin Random House Grupo Editorial, 2019)[15]

## Publicaciones
- La política de los notables, Valencia, Alfonso el Magnánimo, 1987.
- Mary Wollstonecraft. Vindicación de los derechos de la mujer. Edición y estudio crítico, Madrid, Cátedra, 1994.
- Mary Shelley. Frankenstein, o el moderno Prometeo. Edición y estudio crítico, Madrid, Cátedra, 1996.
- Liberales, agitadores y conspiradores. Biografías heterodoxas del siglo XIX español. Edición con Manuel Pérez Ledesma, Madrid, Espasa, 2000.
- Isabel II. No se puede reinar inocentemente, Madrid, Espasa, 2004.
- Liberales eminentes. Edición con Manuel Pérez Ledesma, Madrid, Marcial Pons, 2008.
- Isabel II. Una biografía (1830-1904), Madrid, Taurus, 2010.
- Emilia Pardo Bazán, Barcelona, Taurus, 2019.